# Bona (peintre)
Pour les articles homonymes, voir Bona.
Bona ou Bona de Mandiargues, née Bona Tibertelli de Pisis à Rome le 12 septembre 1926 et morte le 25 août 2000 dans le 15e arrondissement de Paris, est une artiste-peintre, écrivain et poète française.

## Repères biographiques
C'est en voyant peindre son oncle Filippo De Pisis durant sa petite enfance que Bona prend goût à la peinture, et, en 1939, elle s'inscrit à l'institut d'art A. Venturi à Modène.
En 1945, elle reçoit d'un psychiatre sa première commande pour un tableau.
En 1947, au cours d'un séjour à Paris, elle fait la connaissance d'André Pieyre de Mandiargues qui la présente aux surréalistes, ils se marient en 1950. Elle pose pour Man Ray et illustre les livres de son époux.
En 1952, sa première exposition personnelle est organisée à la galerie Berggruen, suivie d'une autre exposition à Milan.
En voyage au Mexique, en 1958, elle expérimente le collage de tissus qui devient son mode d'expression privilégié.

## Quelques œuvres

### Tableaux
- La Leçon, huile sur toile, 1954
- Autoportrait, acrylique sur toile, 1968
- Portrait d'André Pieyre de Mandiargues, acrylique sur toile, 1968
- Sybille dans l'atelier, collage de tissus et acrylique, 1983
- Portrait d'Unica Zürn, assemblage en tissus, 1986
- Portrait d'André Breton, assemblage en tissus, 1994

### Écrits
- La Cafarde, récit, Mercure de France, 1967
- Paroles peintes V, avec Francis Ponge, gravures originales de Camille Bryen, Eduardo Chillida, Philippe Lepatre, Joan Miró et Raoul Ubac, Éditions O. Lazar-Venet, 1975.
- Bonaventure, autobiographie, Stock, 1977
- Poèmes, Fata Morgana, 1988